# ハイクロフト・レーシング

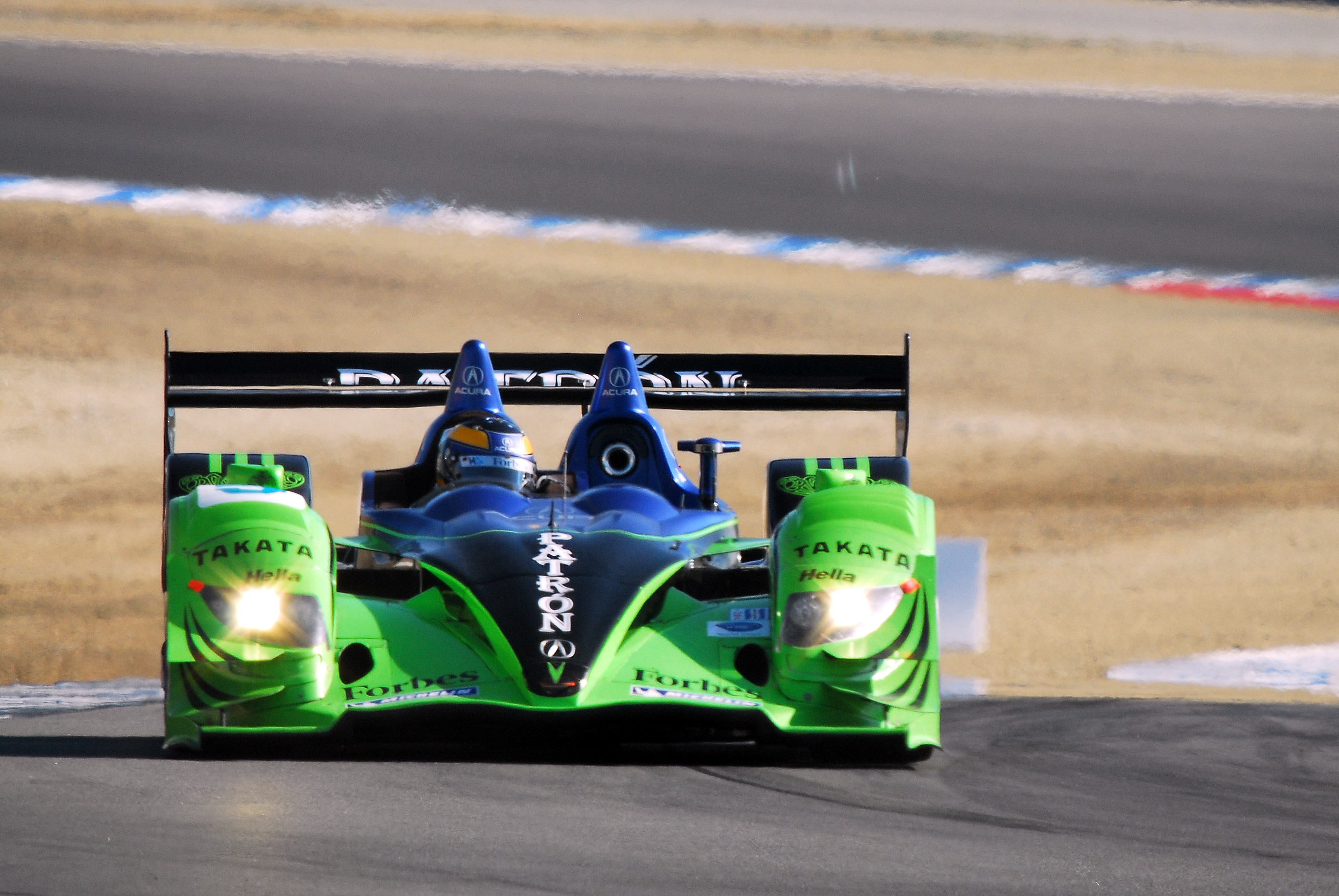
2008年 ラグナセカ アキュラ・ARX-01

ハイクロフト・レーシングは、かつて存在したコネチカット州ダンベリーを拠点とし、1989年にドライバーのダンカン・デイトンによって設立されたアメリカのレーシングチームだった。デイトンがヒストリックモータースポーツ、特にクラシックカーの修復や準備に携わる為に設立された。チームは1994年にデイトンがUSACフォーミュラ・フォード2000シリーズに参戦するために拡大された。チームは2003年にインタースポーツ・レーシングとパートナーシップを結び、 アメリカン・ル・マン・シリーズ（ALMS）に参戦した。
ハイクロフト・レーシングは2012年を最後に、その後操業を停止した。2015年の春、コネチカット州ダンベリー空港の近くに本社を置いていた建物が820万ドルで売却された。

## レースの歴史

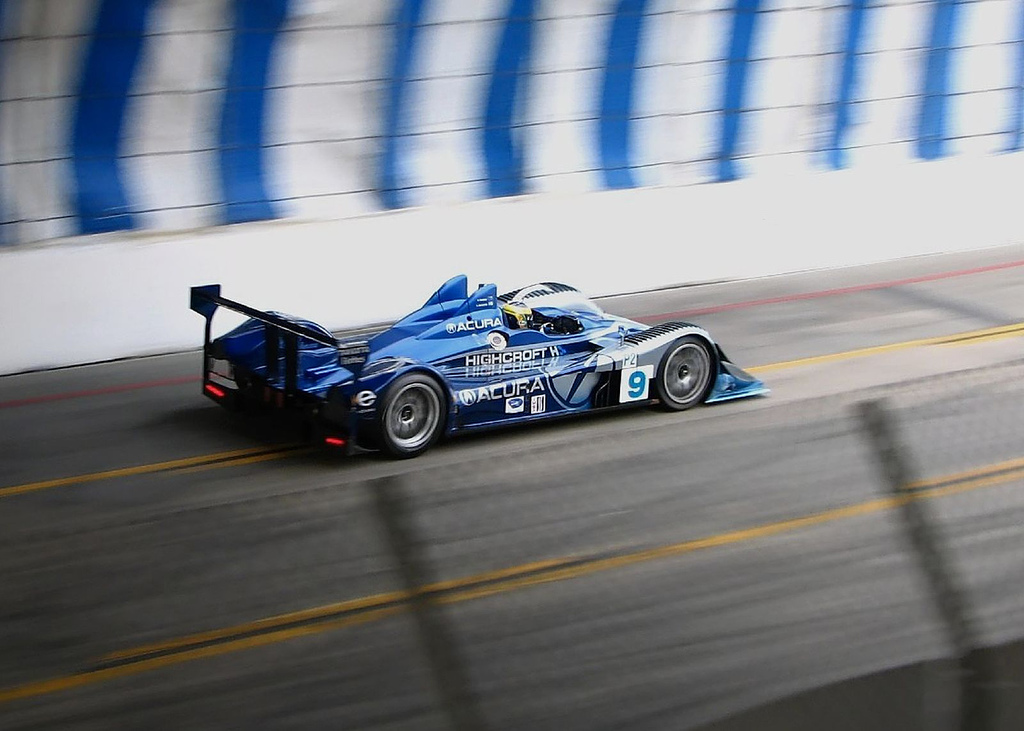
2007年 ロングビーチ アキュラ・ARX-01

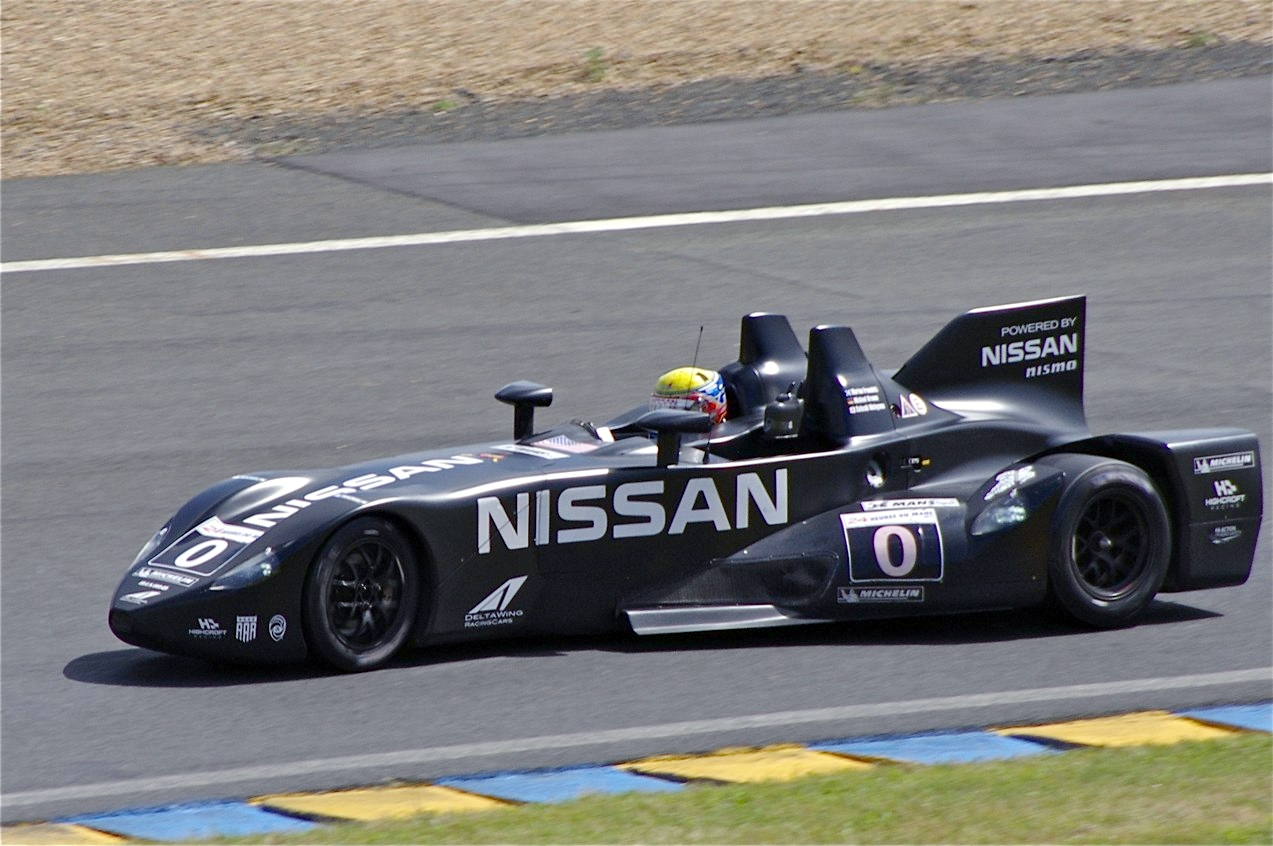
2012年ルマン24時間レース デルタウイング

### 2006年（ローラ）
2006年にハイクロフトは、ダイソン・レーシングから購入したMG-ローラ・EX257で、ALMSに参戦を開始した。2006年シーズン、プチ・ル・マンを含む4レースに出場し、プチ・ルマンでは3位だった。チームはLMP1クラスチームランキング4位でシーズンを終えた。

### 2007-11年（HPD）
2007年、チームはホンダ・パフォーマンス・ディベロップメント（HPD）によって、ALMSでのアキュラのデビューの為、アキュラ・ARX-01で参戦する3チームの内の1つに選ばれた。ドライバーはデビッド・ブラバムとステファン・ヨハンソン。2007年シーズン、チームの最高の結果は、クラス3位だったロード・アメリカ。ハイクロフトレーシングは、ペンスキーレーシングとダイソンレーシングの2つのポルシェチームに続き、LMP2クラス3位を終えたが、アキュラチーム中では最上位だった。デビッドブラバムとステファンヨハンソンはドライバーズチャンピオンシップで5位に終わった。
2008年、チームはアキュラ・ARX-01での参戦を継続した。チームはまた、3年間の契約でパトロンテキーラからタイトルスポンサーを獲得した。スコット・シャープがチームに加わり、デビッド・ブラバムとペアを組み、ステファン・ヨハンソンの後任になった。2008年シーズン、チームはライムロックパークで総合優勝を獲得し、アキュラに初の総合優勝をもたらした。チームはペンスキーレーシングに次ぐLMP2チャンピオンシップ2位でアキュラチーム中最上位だった。ドライバーのスコット・シャープとデビッド・ブラバムもチャンピオンシップ2位に終わった。
2009年、ハイクロフトはアキュラの新LMP1マシンで参戦する2チームの内の1つになった。ハイクロフトとド・フェランモータースポーツは、2009年シーズン、アキュラ・ARX-02aで参戦した。アウディスポーツノースアメリカが参戦しなかった為、チームの競争相手はド・フェランモータースポーツだった。チームはセントピーターズバーグ、ロードアメリカ、モスポートで勝利を収めた。ハイクロフトレーシングはシーズンを通してド・フェランモータースポーツよりもポイントを獲得し、LMP1チームチャンピオンを獲得した。スコットシャープとデビッドブラバムもLMP1ドライバーズチャンピオンを獲得した。
2010年シーズンは、LMP1クラスとLMP2クラスが、パフォーマンスのバランスが取れた新しい1つのLMPクラスに統合された。スコットシャープは、パトロンのCEOであるエド・ブラウンとのチームを始めるために、2009年限りでハイクロフトを去った。ド・フェラン・モータースポーツからサイモン・パジェノーが、ブラバムのチームメイトとして加入した。チームはLMP2仕様のアキュラのマシンに戻り、HPD名義での参戦となった。ハイクロフトは、HPD・ARX-01cですべてのレースで表彰台、そして4度の優勝を獲得した。ハイクロフトは2年連続のチームとドライバーズチャンピオンシップを獲得した。 
2010年、ハイクロフトレーシングは、アメリカンルマンシリーズの、HPD・ARX-01cを使用して、ル・マン24時間レースにデビューした。フランスのアルコール法により、チームはメインスポンサーであるパトロンテキーラを車に表示することができなかった。代わりに、彼らは慈善パートナーであるマラリア・ノー・モアを代理に選んだ。ドライバーのデビッド・ブラバム、マリーノ・フランキッティ、マルコ・ヴェルナーは、2台目のHPDチームである、ストラッカ・レーシングに次ぐ、予選でクラス2位を獲得した。レースでは296周を走行、LMP2クラスで9位でフィニッシュした。
2011年、ハイクロフトレーシングは、アメリカンルマンシリーズのフル参戦とルマン24時間レースに、LMP1クラスに適合させた新しいHPD・ ARX-01eで参戦することを目的としていた。チームは、レースのわずか1週間前に新車が届き、セブリング12時間レースに参戦した。デビッド・ブラバム、サイモン・パジェノー、マリーノ・フランキッティは予選7位、決勝は総合2位で、332周を走破した。5月16日、ハイクロフトレーシングとHPDは、パートナーシップを終了すると発表した。東日本大震災のホンダへの影響により、チームはルマン24時間レースへの出場を取りやめ、資金不足の為にアメリカンルマンシリーズの残りのシーズンには出場しなかった。

### 2012年（デルタウイング）
2012年、ハイクロフトレーシングは、ベン・ボウルビーおよびオール・アメリカン・レーサーズと協力して、実験的なレーシングカーであるデルタウイングを製造、開発した。この車は、空力抵抗を劇的に低減するように設計されており、半分のパワーと半分の重量ながら、より速いストレートスピードとコーナリング速度を可能にする狙いだった。プロジェクトに対する懐疑的な見方にもかかわらず、デルタウイングは、2012年のルマン24時間レースでデビューし、実験車両用に予約された56番目のガレージに入った。ドライバーのマリーノ・フランキッティ、ミハエル・クルム、本山哲は、予選29位で3：42.612のタイムを記録し、トップより18.825遅れていた。決勝は本山がドライブ中、中嶋一貴がドライブする、トヨタ・TS030ハイブリッドとポルシェカーブで接触後、デルタウイングはコンクリートバリアにぶつかった後、75周でマシンはリタイアした。後に中嶋は日産のホスピタリティを訪れ謝罪した。デルタウイングは3：45.737のベストラップタイムを記録し、LMP2チームのいくつかに匹敵した。チームはまた同年10月21日に、ロード・アトランタで行われた、ALMSのプチ・ル・マンに参戦。練習走行初日、デルタウイングにGTCクラスのポルシェ・911が接触。デルタウイングは横転し、壁に激突。大きなダメージを負った。その後修復し予選では10位相当のタイムを出しながらも、賞典外という理由で決勝では最後尾42番手スタートとされたものの、決勝ではトップから6周遅れの総合5位にまで上がってレースを終えた。388周を走破した。

## ドライバー

### ALMS（2006-2011）
デビッド・ブラバム (2007–11) ダンカン・デイトン (2006, 2007 セブリング) ダリオ・フランキッティ (2009 セブリング, プチ・ル・マン) マリーノ・フランキッティ (2010 セブリング, プチ・ル・マン) ミーモ・ギドリー (2006 プチ・ル・マン)  ステファン・ヨハンソン (2007, 2008 セブリング) ロビー・カー (2007 プチ・ル・マン) ヴィトール・メイラ (2006 プチ・ル・マン) サイモン・パジェノ (2010–11) スコット・シャープ (2008–09) アンディ・ウォレス  (2006)

### デルタウイング（2012）
マリーノ・フランキッティ ミハエル・クルム 本山哲